# Bolszoje Jamkino
Bolszoje Jamkino (ros. Большое Ямкино) – wieś w Rosji, w rejonie wielikoustidzkim obwodu wołogodzkiego. W 2010 r. liczyła 3 mieszkańców.